# Gattini in festa
Gattini in festa (More Kittens) è un cortometraggio d'animazione del 1937 prodotto da Walt Disney e diretto da David Dodd Hand.

## Trama
Una signora di colore caccia via da casa sua tre piccoli gattini, che si rifugiano da un San Bernardo, con il quale fanno amicizia. Poco dopo, i micetti iniziano a giocare con una tartaruga, poi con una mosca e infine con gli uccellini. Ma mentre inseguono i volatili, i gatti si ritrovano di nuovo a casa della signora di colore, dopo aver combinato un sacco di guai. La donna, avendo sentito il trambusto, esce e non appena rivede i gattini si mette a inseguirli, ma per fortuna i piccoli tornano dal San Bernardo che li fa nascondere appena in tempo. Quando la donna arriva, chiede al cane se ha visto dei gattini in giro e se non ha mai lasciato la sua cuccia. Appena la donna se ne va, il San Bernardo e i gattini festeggiano lo scampato pericolo.